# Liste der Stolpersteine in Apolda
Die Liste der Stolpersteine in Apolda enthält alle Stolpersteine, die im Rahmen des gleichnamigen Kunstprojekts von Gunter Demnig in Apolda verlegt wurden. Mit ihnen soll der Opfer des Nationalsozialismus gedacht werden, die in Apolda lebten und wirkten.

## Hintergrund
Initiiert wurden die Apoldaer Stolpersteine durch den Verein Prager-Haus Apolda e. V. im Mai 2008. Unterstützt wird das Projekt von der Stadt Apolda.
Bis November 2019 wurden in Apolda 77 Stolpersteine verlegt. Die ersten drei Steine wurden für jüdische Bürger am 7. Mai 2008 in den Gehweg gegenüber dem Prager-Haus in der Bernhard-Prager-Gasse 8 eingelassen. Entsprechend dem Konzept von Demnig wird in Apolda an alle Opfer des Faschismus erinnert: an Verfolgte und Ermordete aus politischen, religiösen und rassistischen Motiven. Es folgten weitere Verlegungen 2009, 2010, 2011, 2013, 2014, 2015, 2016, 2017 und 2018. Die jüngste Verlegung erfolgte am 27. November 2019.

## Liste der Stolpersteine
Die Tabellen sind teilweise sortierbar, die Grundsortierung erfolgt alphabetisch nach der Adresse.

### Auenstraße, Bahnhof, Bahnhofstraße, Bergstraße, Bernhard-Prager-Gasse, Bernhardstraße
| Bild | Name                                 | Adresse Koordinaten          | Verlegedatum  | Inschrift | Anmerkung |
| ---- | ------------------------------------ | ---------------------------- | ------------- | --- | --- |
|      | Zwangsarbeitslager                   | Auenstraße 50 Lage           | 6. Sep. 2014  | 'GROSSE AUE' ZWANGSARBEITSLAGER 1942-1945 HIER WAREN INTERNIERT ETWA 500 FRAUEN KINDER UND MÄNNER AUS OSTEUROPA/UDSSR    | Auf dem VfB-Sportplatz in der „Großen Aue“ richteten die NS-Behörden Apoldas 1942 ein mit Stacheldraht umzäuntes Lager mit sechs Holzbaracken ein, in denen bis zu 500 Männer, Frauen und Kinder untergebracht waren. Die Erwachsenen mussten täglich in den Rüstungsbetrieben, vor allem dem größten, der Rheinmetall-Borsig AG, bei der Herstellung von Kriegsmaterial arbeiten: Granatzünder, Flak-Munition und Leuchtspurmunition. Pate des Steins ist die Ortsgruppe Apolda der Partei DIE LINKE. |
|      | Maria Ischuprina                     | Auenstraße 50 Lage           | 6. Sep. 2014  | MARIA ISCHUPRINA RUSSLAND JG. 1911 TOT 15.8.1944                                                                         | Maria Ischuprina, geboren am 15. Mai 1911 in Seschnikowa/Russland, war eine Zwangsarbeiterin im Lager „Große Aue“ und starb am 5. August 1944 an Lungentuberkulose, eine damals schon heilbare Krankheit. Unterernährung und schlechte medizinische Versorgung raubten dem Körper die Abwehrkraft. Patin des Steins ist Marion Schneider, Auerstedt. |
|      | Grigori Klopow                       | Auenstraße 50 Lage           | 19. Juni 2015 | LAGER GROSSE AUE GRIGORI KLOPOW JG. 1940 TOT 3.12.1943                                                                   | Der am 10. Mai 1940 in Werchowje/Kreis Smolensk geborene Junge wurde von seinen Eltern Xenija Klopowa und Ssemen Klopow auf den Zwangsarbeitertransport nach Apolda mitgenommen und starb im Zwangsarbeiterlager Große Aue an Masern. Der durch Hunger und fehlende medizinische Betreuung geschwächte Körper ist dieser auch damals heilbaren Krankheit erlegen. Die Paten des Steins sind Olga und Axel Vitzthum, Bad Sulza. |
|      | Xenija Klopowa                       | Auenstraße 50 Lage           | 19. Juni 2015 | LAGER GROSSE AUE XENIJA KLOPOWA RUSSLAND BEFREIT/ÜBERLEBT                                                                | Die Mutter von Grigori, Zwangsarbeiterin im Lager „Große Aue“, die 1945 befreit wurde. Paten des Steins sind Olga und Axel Vitzthum, Bad Sulza. |
|      | Ssemen Klopow                        | Auenstraße 50 Lage           | 19. Juni 2015 | LAGER GROSSE AUE SSEMEN KLOPOW RUSSLAND BEFREIT/ÜBERLEBT                                                                 | Der Vater von Grigori, Zwangsarbeiter im Lager „Große Aue“, der 1945 befreit wurde. Paten des Steins sind Olga und Axel Vitzthum, Bad Sulza. |
|      | Anna Streltschonok                   | Auenstraße 50 Lage           | 11. Nov. 2016 | ANNA STRELTSCHONOK RUSSLAND BEFREIT / ÜBERLEBT                                                                           | Anna war die Mutter von Jacob, war Zwangsarbeiterin im Lager „Große Aue“ und wurde 1945 befreit. Pate des Steins ist Thomas Thieme, Weimar. |
|      | Jacob Streltschonok                  | Auenstraße 50 Lage           | 11. Nov. 2016 | JACOB STRELTSCHONOK RUSSLAND JG. 1939 TOT 28.1.1944                                                                      | Jacob war der fünfjährige Sohn von Mutter Anna und Vater Ssemen, der in einem anderen Zwangsarbeitslager untergebracht war, die beide ihre Befreiung 1945 erlebten. Jacob starb ein Jahr zuvor an Mangelernährung und fehlender medizinischer Behandlung an Miliartuberkulose. Patin des Steins ist Hannelore Jöck, Apolda. |
|      | Alexander Kusin                      | Auenstraße 50 Lage           | 27. Nov. 2017 | ALEXANDER KUSIN RUSSLAND BEFREIT / ÜBERLEBT                                                                              | Alexander war der Vater des Jungen Iwan Kusin, der am 25. Juni 1941 in Penewitschi/Hwastowitscheski geboren wurde und am 18. Dezember 1943 im Zwangsarbeitslager Große Aue an der Ruhr-Krankheit starb. Vater Alexander und Mutter Alexandra wurden 1945 befreit. Pate des Steins ist Dr. Ernst-Michael Christoph, Apolda. |
|      | Alexandra Kusin                      | Auenstraße 50 Lage           | 27. Nov. 2017 | ALEXANDRA KUSIN RUSSLAND BEFREIT / ÜBERLEBT                                                                              | Alexandra war die Mutter des Jungen Iwan Kusin, der am 25. Juni 1941 in Penewitschi/Hwastowitscheski geboren wurde und am 18. Dezember 1943 im Zwangsarbeitslager Große Aue an der Ruhr-Krankheit starb. Vater Alexander und Mutter Alexandra wurden 1945 befreit. Pate des Steins ist Dr. Ernst-Michael Christoph, Apolda. |
|      | Iwan Kusin                           | Auenstraße 50 Lage           | 27. Nov. 2017 | IWAN KUSIN RUSSLAND JG. 1941 TOT 18.12.1943                                                                              | Iwan Kusin, der am 25. Juni 1941 in Penewitschi/Hwastowitscheski geboren wurde und am 18. Dezember 1943 im Zwangsarbeitslager Große Aue an der Ruhr-Krankheit starb, war der Sohn von Alexander und Alexandra die 1945 befreit wurden. Pate des Steins ist Dr. Ernst-Michael Christoph, Apolda. |
|      | Iwan Bisjukin                        | Auenstraße 50 Lage           | 27. Nov. 2017 | IWAN BISJUKIN RUSSLAND JG. 1942 VERHUNGERT 25.11.1943                                                                    | Iwan Bisjukin, der am 19. Januar 1942 in Piniwitschi geboren wurde und am 25. November 1943 im Zwangsarbeitslager Große Aue an Unterernährung und Marasmus starb, war der Sohn von Olga Bisjukina, die 1945 befreit wurde. Patin ist Christina Julich, Apolda. |
|      | Olga Bisjukina                       | Auenstraße 50 Lage           | 27. Nov. 2017 | OLGA BISJUKINA RUSSLAND BEFREIT / ÜBERLEBT                                                                               | Olga Bisjukina ist die Mutter von Iwan Bisjukin, der am 19. Januar 1942 in Piniwitschi geboren wurde und am 25. November 1943 im Zwangsarbeitslager Große Aue an Unterernährung und Marasmus starb. Sie wurde 1945 befreit. Patin ist Martina Natschke, Apolda |
|      | Lukain Swenkowitsch                  | Bahnhofstraße 69             | 18. Aug. 2009 | LUKAIN SWENKOWITSCH JG. 1902 DEPORTIERT ZUR ZWANGSARBEIT TOT IM ZUG AUFGEFUNDEN TOT 10.8.1944                            | Die 1902 geborene Lukain stammte aus Cholopenitsch und wurde als Schwerstverletzte aus dem Waggon des Eisenbahntransports ausgeladen. In der Sterbeurkunde ist vermerkt: „Kompletter Schädelbruch mit Gehirnverletzung, Zermalmung beider Füße.“ Sie verstarb im Krankenhaus. Ihr Grab mit der Steinplatte befindet sich auf dem Sowjetischen Ehrenfriedhof von Apolda. Der Stolperstein für die sowjetische Zwangsarbeiterin wurde am Bahnhofseingang verlegt durch Mitglieder der Gewerkschaftsjugend Transnet |
|      | Helena Wlasowa                       | Bahnhofstraße 69             | 18. Aug. 2009 | HELENA WLASOWA JG. 1891 DEPORTIERT ZUR ZWANGSARBEIT TOT IM ZUG AUFGEFUNDEN 2.3.1944                                      | Die 53 Jahre alte verheiratete Elena war 1891 im russischen Gagelowo Kreis Loknja geboren worden. Sie wurde am 2. März 1944 um 15:00 Uhr aus dem Eisenbahnwaggon des Transportzuges Ru.3347 nach Pirmasens als Tote am Bahnhof Apolda ausgeladen. Ihr Grab mit der Steinplatte befindet sich auf dem Sowjetischen Ehrenfriedhof von Apolda. Der Stolperstein für die sowjetische Zwangsarbeiterin wurde am Bahnhofseingang verlegt durch Mitglieder der Gewerkschaftsjugend Transnet |
|      | Minna Salinger                       | Bahnhofstraße 15             | 11. Nov. 2016 | HIER WOHNTE MINNA SALINGER JG. 1868 UNFREIWILLIG VERZOGEN 1936 DRESDEN DEPORTIERT 1942 THERESIENSTADT ERMORDET 9.12.1943 | Minna Salinger geb. Braun war die Ehefrau des Kaufhausbesitzers Eugen Salinger. Nach der „Arisierung“ ihres Kaufhauses verzog sie mit Ehemann Eugen nach Dresden, wo dieser 1937 starb. Patin des Steines ist Marion Schneider, Auerstedt. |
|      | Jakob Bukofzer                       | Bahnhofstraße 53 Lage        | 19. Juni 2015 | HIER WOHNTE JAKOB BUKOFZER JG. 1886 „SCHUTZHAFT“ 1938 BUCHENWALD DEPORTIERT 1942 BELZYCE ERMORDET                        | Jakob, geboren am 4. März 1886 in Schönau Kreis Schwetz war ein jüdischer Kaufmann, der mit seiner ersten Ehefrau Martha Josefsohn aus Dirschau und ihrem gemeinsamen Sohn Gustav 1919 nach Berlin zog, wo er die deutsche Staatsbürgerschaft erhielt. In Berlin kam ihr zweites Kind Annemarie zur Welt. 1931 zog die Familie nach Apolda, wo Ehefrau Martha im gleichen Jahr verstarb. 1934 heiratete Jakob die aus Wien stammende jüdische Damenschneiderin Emma Scheuer. 1938 wurde Jakob in das KZ Buchenwald eingeliefert und nach zwei Monaten entlassen. Seinen Textilhandel durfte er nicht mehr ausüben. Am 10. Mai 1942 wurde er zusammen mit Ehefrau Emma in das Ghetto Belzyce deportiert und im Oktober gleichen Jahres im KZ Majdanek ermordet. Patin des Steins ist Pfarrerin Dr. Susanne Böhm, Apolda. |
|      | Emma Bukofzer                        | Bahnhofstraße 53 Lage        | 19. Juni 2015 | HIER WOHNTE EMMA BUKOFZER JG. 1890 DEPORTIERT 1942 BELZYCE ERMORDET                                                      | Emma geborene Scheuer war eine jüdische Damenschneiderin, die den Witwer Jakob Bukofzer in Apolda 1934 heiratete. Sie eröffnete einen „Salon für moderne Damenschneiderei“, den sie jedoch bereits 1938 wieder aufgeben musste. Zusammen mit ihrem Ehemann wurde sie am 10. Mai 1942 in das Ghetto Belzyce deportiert und im Oktober gleichen Jahres in Majdanek ermordet. Patin des Steins ist Pfarrerin Dr. Susanne Böhm, Apolda. |
|      | Erwin Raphael                        | Bahnhofstraße 59 Lage        | 6. Okt. 2008  | HIER WOHNTE ERWIN RAPHAEL JG. 1892 DEPORTIERT 1942 AUSCHWITZ ERMORDET 3.3.1943                                           | Jüdischer Kaufmann, verheiratet mit einer nichtjüdischen Frau, der sich 1936 von ihr einvernehmlich trennte, um für ihre Kinder Käte, Lieselotte und Wolfgang, die als „Geltungsjuden“ ebenfalls vom Tod bedroht waren, den geschützten Status von „Mischlingen“ zu erreichen. Alle drei haben überlebt. Die Patin des Steins ist Käte Raphael, Jena |
|      | Gertrud Raphael                      | Bahnhofstraße 59 Lage        | 6. Okt. 2008  | HIER WOHNTE GERTRUD RAPHAEL JG. 1899 DEPORTIERT 1942 MAJDANEK SOBIBOR ERMORDET 1942                                      | Unverheiratete und im Weißwarengeschäft ihres Vaters Jakob mitarbeitende Tochter. Pate dieses Steins ist Wolfgang Raphael in Sömmerda. |
|      | Jakob Raphael                        | Bahnhofstraße 59 Lage        | 6. Okt. 2008  | HIER WOHNTE JAKOB RAPHAEL JG. 1864 DEPORTIERT 1942 THERESIENSTADT TOT 17.1.1943                                          | Jakob war der Vater von Gertrud und Erwin und führte am Karlsplatz (heute: Alexander-Puschkin-Platz) 1 ein Weißwarengeschäft. Patin des Steins ist Martina Natschke aus Apolda. |
|      | Grete Rosenthal                      | Bergstraße 1 Lage            | 29. Aug. 2018 | HIER WOHNTE GRETE ROSENTHAL JG. 1898 DEPORTIERT 1942 BELZYCE ERMORDET                                                    | Grete Rosenthal war die Tochter von Minna und Jakob Rosenthal. Sie betrieb ein Damenputzgeschäft. Pate des Steins ist Wolfgang Pirl, Apolda. |
|      | Minna Rosenthal                      | Bergstraße 1 Lage            | 29. Aug. 2018 | HIER WOHNTE MINNA ROSENTHAL GEB. GRÜNBAUM JG. 1872 DEPORTIERT 1943 THERESIENSTADT ERMORDET 1.6.1943                      | Minna Rosenthal war die Ehefrau des verstorbenen Jakob Rosenthal. Sie betrieb mit ihrem Mann einen Viehhandel. Patin des Steins ist Liane Reschke, Apolda. |
|      | Max Rosenthal                        | Bergstraße 1 Lage            | 29. Aug. 2018 | HIER WOHNTE MAX ROSENTHAL GEB. JG. 1910 DEPORTIERT 1942 MAJDANEK ERMORDET 1942                                           | Max Rosenthal war der Sohn des verstorbenen Jakob und der ermordeten Minna Rosenthal. Er beteiligte sich Viehhandel seines Vaters. Pate des Steins ist Max Reschke, Apolda. |
|      | Ilse Rosenthal                       | Bergstraße 1 Lage            | 29. Aug. 2018 | HIER WOHNTE ILSE ROSENTHAL GEB. BENJAMIN JG. 1913 DEPORTIERT 1942 BELZYCE ERMORDET 1942                                  | Ilse Rosenthal war die Ehefrau von Max Rosenthal und die Schwiegertochter des verstorbenen Jakob und der ermordeten Minna Rosenthal. Sie beteiligte sich Viehhandel ihres Schwiegervaters. Pate des Steins ist Doris Benter, Hamburg |
|      | Norbert Rosenthal                    | Bergstraße 1 Lage            | 29. Aug. 2018 | HIER WOHNTE NORBERT ROSENTHAL JG. 1901 DEPORTIERT 1942 BELZYCE ERMORDET 1942                                             | Norbert Rosenthal war der Sohn des verstorbenen Jakob und der ermordeten Minna Rosenthal. Er beteiligte sich am Viehhandel seines Vaters. Patin des Steins ist Viola-Bianka Kießling, Apolda |
|      | Bernhard Prager                      | Bernhard-Prager-Gasse 8 Lage | 8. Mai 2008   | HIER WOHNTE BERNHARD PRAGER JG. 1888 DEPORTIERT 1942 THERESIENSTADT TOT 26.9.1944                                        | Bernhard Prager betrieb als Nachfolger seines Vaters Salomon eine Fell- und Darmhandlung in der Sandgasse 8. Er steht aufgrund seiner sozialen Haltung als Symbolfigur für die jüdischen Einwohner der Stadt Apolda, deren Stadtverordnetenversammlung 1959 der Gasse seinen Namen verliehen hat. An seinem 100. Geburtstag brachten Bürger des Kreises Apolda auf Anregung einer Arbeitsgruppe „Jüdisches Leben“ des DDR-Kulturbundes, unterstützt von staatlichen Stellen, eine Gedenktafel an dem Haus an. Pate dieses ersten in Apolda gelegten Stolpersteins ist Bürgermeister Rüdiger Eisenbrand. |
|      | Gertrud Prager, geborene Katzenstein | Bernhard-Prager-Gasse 8 Lage | 7. Mai 2008   | HIER WOHNTE GERTRUD PRAGER GEB. KATZENSTEIN JG. 1894 DEPORTIERT 1942 AUSCHWITZ ERMORDET 12.10.1944                       | Gertrud Katzenstein stammte aus Erfurt, heiratete den Fellhändler Bernhard Prager und hatte mit ihm den Sohn Heinz. Pate des Steins ist Markus Gessner aus Apolda. |
|      | Heinz Prager                         | Bernhard-Prager-Gasse 8 Lage | 7. Mai 2008   | HIER WOHNTE HEINZ PRAGER JG. 1922 DEPORTIERT 1942 AUSCHWITZ ERMORDET 15.1.1943                                           | Heinz wurde in der Berliner Rüstungsfirma Siemens zur Zwangsarbeit eingesetzt und in der „Fabrikaktion“ nach Auschwitz deportiert, wo er von Sanitäter Josef Klehr mit einer Phenol-Spritze ins Herz ermordet wurde. Patin seines Steins ist Tina Unglaube aus Apolda. |
|      | Fanny Katzenstein, geborene Baum     | Bernhard-Prager-Gasse 8 Lage | 17. Okt. 2011 | HIER WOHNTE FANNY KATZENSTEIN GEB. BAUM JG. 1859 DEPORTIERT 1942 THERESIENSTADT TOT 10.12.1942                           | Fanny war die in Erfurt lebende Mutter von Gertrud, wurde 1940 in die Apoldaer Prager-Wohnung zwangseingewiesen und musste wenig später mit ihren Verwandten das ehemalige Geschäftshaus in der Sandgasse bewohnen bis zur Deportation. Patin des Steins ist Kersten Steinke. |
|      | Benjamin Hofmann                     | Bernhardstraße 14 Lage       | 6. Juni 2010  | HIER WOHNTE BENJAMIN HOFMANN JG. 1868 OPFER DES POGROMS MISSHANDELT TOT AN FOLGEN 31.3.1939                              | Benjamin Hofmann war ein von Franken nach Apolda zugewanderter Viehhändler. Beim Novemberpogrom 1938 wurde die Wohnung seiner Familie von SA-Männern demoliert und er die Treppe hintergeworfen. Wenige Wochen danach erlag er den dabei erlittenen Verletzungen. Pate des Steins ist der Ev. Kirchenkreis Apolda-Buttstädt. |
|      | Lina Fleischmann, geb. Braunschild   | Bernhardstraße 34            | 6. Okt. 2008  | HIER WOHNTE LINA FLEISCHMANN GEB. BRAUNSCHILD JG. 1877 DEPORTIERT 1942 MAJDANEK SOBIBOR ERMORDET 1942                    | Lina war die Ehefrau des jüdischen Viehhändlers Louis Fleischmann und kam aus Franken nach Apolda in Thüringen, wo nach dem frühen Tod ihres Mannes ein Sohn und ein Neffe das Geschäft weiterführten. Pate des Steins ist Raul Böhm aus Auerstedt. |
|      | Adelheid Friedmann, geb. Braunschild | Bernhardstraße 34            | 6. Okt. 2008  | HIER WOHNTE ADELHEID FRIEDMANN GEB. BRAUNSCHIILD JG. 1881 DEPORTIERT 1942 MAJDANEK SOBIBOR ERMORDET 1942                 | Adelheid war die Jena lebende Schwester von Lina Fleischmann. 1941 wurde sie zusammen mit Ehemann Max bei ihrer Schwester in Apolda zwangseingewiesen. |
|      | Max Friedmann                        | Bernhardstraße 34            | 6. Okt. 2008  | HIER WOHNTE MAX FRIEDMANN JG. 1876 DEPORTIERT 1942 MAJDANEK SOBIBOR ERMORDET 1942                                        | Max ist der Ehemann von Adelheid. Die Patin seines Steins ist Marion Schneider aus Auerstedt. |

### Dr.-Rudi-Moser-Straße, Faulborn, Franz-Mehring-Straße, Goerdelerstraße, Grünstraße, Heidenberg
| Bild | Name                         | Adresse Koordinaten          | Verlegedatum  | Inschrift | Anmerkung |
| ---- | ---------------------------- | ---------------------------- | ------------- | --- | --- |
|      | Berthold Fleischmann         | Dr.-Rudi-Moser-Straße 8 Lage | 18. Aug. 2009 | HIER WOHNTE BERTHOLD FLEISCHMANN JG. 1878 DEPORTIERT 1942 THERESIENSTADT BEFREIT/ÜBERLEBT                                                                | Berthold war ein jüdischer Viehhändler, verheiratet mit Ida geb. Frank, die eine Tochter Elfriede hatten. Während Ehefrau Ida in Theresienstadt starb, wurde Berthold mit einem Bus in die Schweiz evakuiert, dort interniert und konnte nach einem Jahr Internierung 1947 nach Apolda zurückkehren, wo er bald darauf verstarb. Der Pate seines Steins war sein Enkelsohn Joachim-Peter Otto, dessen Witwe Ilse nach seinem Tod die Patenschaft fortsetzt. |
|      | Ida Fleischmann, geb. Frank  | Dr.-Rudi-Moser-Straße 8 Lage | 18. Aug. 2009 | HIER WOHNTE IDA FLEISCHMANN GEB. FRANK JG. 1881 DEPORTIERT 1942 THERESIENSTADT TOT 17.8.1943                                                             | Ida war die Ehefrau des jüdischen Viehhändlers Berthold Fleischmann und hatte mit ihm eine Tochter Elfriede. Pate des Steins ist die CDU Weimarer Land. |
|      | Mendel Piper                 | Faulborn 32 Lage             | 27. Nov. 2019 | HIER WOHNTE MENDEL PIPER JG. 1894 'POLENAKTION' 1938 BENTSCHEN/ZBASZYN LODZ/LITZMANNSTADT ERMORDET 24.11.1944 ARBEITSLAGER KAUFERING                     | Mendel wurde am 7. März 1894 in Bentschen/Zbaszyn geboren und kam wahrscheinlich Anfang der 1920er Jahre nach Apolda, wo er eine Ein-Mann-Strickerei betrieb zusammen mit Ehefrau Adele und Tochter Helene. Bei der „Polenaktion“ im Oktober 1938 wurden er und seine Familie nach Lodz/Litzmannstadt abgeschoben. Von dort kam er im November 1944 in das Außenlager Kaufering des KZ Dachau, wo er am 24. November 1944 ums Leben kam. Patin des Stolpersteins war Susanne Weischner in Apolda. |
|      | Adele Piper                  | Faulborn 32 Lage             | 27. Nov. 2019 | HIER WOHNTE ADELE PIPER 'POLENAKTION' 1938 BENTSCHEN/ZBASZYN LODZ/LITZMANNSTADT SCHICKSAL UNBEKANNT                                                      | Adele Piper geborene Waldhorn unbekannter Herkunft kam wahrscheinlich Anfang der 1920er Jahre zusammen mit Mendel Piper nach Apolda, wo Mendel eine Ein-Mann-Strickerei betrieb zusammen mit Ehefrau Adele und Tochter Helene. Bei der „Polenaktion“ im Oktober 1938 wurden sie und ihre Familie nach Lodz/Litzmannstadt abgeschoben. Patin des Stolpersteins war Stefanie Bela aus Bad Sulza. |
|      | Helene Piper                 | Faulborn 32 Lage             | 27. Nov. 2019 | HIER WOHNTE HELENE PIPER JG. 1923 'POLENAKTION' 1938 BENTSCHEN/ZBASZYN LODZ/LITZMANNSTADT ERMORDET 29.10.1944                                            | Helene wurde am 26. Januar 1923 in Apolda geboren und besuchte hier die Sophienschule und anschließend das Gymnasium. Bei der „Polenaktion“ im Oktober 1938 wurden sie und ihre Familie nach Lodz/Litzmannstadt abgeschoben. Dort kam sie am 29. Oktober 1944 ums Leben. Patin des Stolpersteins war Regina Katzschmann in Apolda. |
|      | Clara Böckel                 | Franz-Mehring-Straße 4 Lage  | 19. Juni 2015 | HIER WOHNTE CLARA BÖCKEL JG. 1885 EINGEWIESEN VERSORGHAUS RUDOLSTADT „VERLEGT“ 28.9.1940 PIRNA-SONNENSTEIN ERMORDET 28.9.1940 AKTION T4                  | Clara wurde am 21. Mai 1885 in Apolda geboren, war eine unverheiratete Hausangestellte, die in der Landesheilanstalt Jena ihren Sohn Heinz zur Welt brachte. Weil der Junge geistig behindert war, wurde er im Anna-Luisen-Stift Blankenburg untergebracht. Sie selber litt an Schizophrenie und wurde in die Landesheilanstalt Blankenhain eingewiesen. Als diese 1940 geräumt wurde, kam Clara in die Tötungsanstalt Sonnenstein, wo sie am 28. September 1940 im Gas erstickt wurde. Die Patin des Steins ist Pfarrerin Dr. Susanne Böhm, Apolda. <Anmerkung: Der Auf der Messingtafel verwendete Begriff enthält einen Schreibfehler. Die historisch korrekte Bezeichnung lautet VERSORGHAUS!> |
|      | Heinz Böckel                 | Franz-Mehring-Straße 4 Lage  | 19. Juni 2015 | HIER WOHNTE HEINZ BÖCKEL JG. 1923 EINGEWIESEN 1927 HEILANSTALT STADTRODA ÜBERWIESEN ANNA-LUISEN-STIFT WAISENHAUS BLANKENBURG ERMORDET 28.5.1939          | Heinz, geboren am 11. April 1923 von Clara Böckel in der Landesheilanstalt Jena, wurde als geistig unterentwickeltes Kind in das Anna-Luisen-Stift Blankenburg eingewiesen, wo er durch bewusste Mangelversorgung der ihre private Euthanasie betreibenden Schwestern nach mehreren Operationen und Amputationen am 28. Mai 1939 mit 16 Jahren seinem Leiden erlegen ist. Patin des Steins ist Pfarrerin Dr. Susanne Böhm, Apolda |
|      | Hermann Schiering            | Franz-Mehring-Straße 7 Lage  | 18. Aug. 2009 | HIER WOHNTE HERMANN SCHIERING JG. 1884 VERHAFTET 30.12.1943 'WEHRKRAFTZERSETZUNG' ZUCHTHAUS BRANDENBURG-GÖRDEN HINGERICHTET 16.10.1944                   | Der Sozialdemokrat hat sich um sowjetische Zwangsarbeiter gekümmert und sie bei der Sabotage in dem Apoldaer Rüstungsbetrieb Rheinmetall AG angeleitet. Die Patin für den Stein ist Dr. Martina Schuster aus Apolda. |
|      | Erna Holzmann                | Goerdelerstraße 8 Lage       | 8. Mai 2013   | HIER WOHNTE ERNA HOLZMANN JG. 1899 GEDEMÜTIGT/ENTRECHTET FLUCHT IN DEN TOD 5.5.1942                                                                      | Erna hatte den Tod ihrer Eltern überlebt und lebte geschieden von ihrem Mann Albert Rosenthal. Nach dem Deportationsbefehl vergiftete sie sich durch Einatmen von Kohlenmonoxyd aus ihrer Feuerstelle. Der Pate ihres Steins ist Steffen-Claudio Lemme (MdB/SPD), Erfurt. |
|      | Berta Strasser, geb. Rochocz | Grünstraße 1 Lage            | 18. Aug. 2009 | HIER WOHNTE BERTA STRASSER GEB. ROCHOCZ JG. 1882 GEDEMÜTIGT/ENTRECHTET FLUCHT IN DEN TOD 8.9.1943                                                        | Berta gab sich als Jüdin die Schuld für das Unglück, das die Nazis über die ganze Familie brachten und nahm sich mit Leuchtgas das Leben. Paten des Steins sind ihre Anverwandten Birgit und Gerald Rosner. |
|      | Marie Hartmann               | Heidenberg 89 Lage           | 11. Nov. 2016 | HIER WOHNTE MARIE HARTMANN JG. 1901 EINGEWIESEN 1928 LANDESHEILANSTALT BLANKENHAIN 'VERLEGT'27.11.1940 PIRNA-SONNENSTEIN ERMORDET 27.11.1940 'AKTION T4' | Marie wurde in Erlangen geboren, wuchs aber dann in Apolda auf, weil ihr Vater hier eine Arbeit als Stricker fand. Sie besuchte die Schule mit Erfolg und ging nach Abschluss der Schule als Näherin in eine Textilfabrik. Weil sie dort Ärger bekam, suchte sie sich eine neue Stelle im Sophienkrankenhaus Weimar. Schon zwei Tage später brachte man sie nach Hause, weil sie wirr sprach, und es wurde eine Hebephrenie, eine Jugendform der Schizophrenie diagnostiziert. Die folgenden Jahre gab es ein ständiges Behandlungsmartyrium, weil ihr Leben ständig im Wechsel von Zuhause und der Nervenklinik Jena verlief. Das weitere Schicksal von Marie: Am 20. September 1940 wurde sie mit anderen Patienten aus Blankenhain in die Landesheilanstalt Zschadrass in Sachsen verlegt. Das war für die Patienten aber nur ein „Zwischenlager“, um sie bei Bedarf in die Heilanstalt Sonnenstein zu bringen, um sie dort mit Kohlenmonoxid zu töten. Für Marie war es am 27. November 1940 soweit. Mit etwa 30 anderen Leidensgenossen wurde sie nach Sonnenstein gebracht und noch an diesem Tag umgebracht. Patin des Steins ist Marion Schneider, Auerstedt. |

### Heynestraße, Jägerstraße, Lauthsweg, Lessingstraße
| Bild | Name                               | Adresse Koordinaten   | Verlegedatum  | Inschrift | Anmerkung |
| ---- | ---------------------------------- | --------------------- | ------------- | --- | --- |
|      | Anna März                          | Heynestraße 23 Lage   | 8. Mai 2013   | HIER WOHNTE ANNA MÄRZ JG. 1892 EINGEWIESEN 1938 LANDESHEILANSTALT BLANKENHAIN 'VERLEGT' 12.11.1940 PIRNA SONNENSTEIN ERMORDET 12.11.1940 AKTION T4 | Anna litt an Schizophrenie und wurde in Blankenhain behandelt. Nach der Räumung des Hauses kam sie über Zschadraß in die Tötungsanstalt Sonnenstein, wo sie im Gas erstickt wurde. Die Familie bekam einen „Trostbrief“ mit der erfundenen Todesursache Gallenblasen- und Bauchfellentzündung. Patin des Steins ist Annemarie Vock geborene März aus Apolda, eine ihrer Töchter. Vier Schülerinnen des Gymnasiums Apolda haben das Schicksal von Anna März mit einer Projektarbeit zum Abitur erforscht. |
|      | Salomon Ginsburg                   | Jägerstraße 30 Lage   | 18. Aug. 2009 | HIER WOHNTE SALOMON GINSBURG JG. 1891 DEPORTIERT MAI 1944 AUSCHWITZ ERMORDET MAI 1944                                                              | Salomon, ein jüdischer Schneidermeister, war durch seine nichtjüdische Ehefrau geschützt, erhielt aber aus bisher ungeklärten Gründen einen Befehl zur Einzeldeportation. Die Patin seines Steins ist Katrin Zeiß aus Apolda. |
|      | Ceslaw Andrzysiak                  | Jägerstraße 9 Lage    | 8. Mai 2013   | GEBOREN 3.2.1945 CESŁAW ANDRZYSIAK TOT 8.4.1945 | Dieser polnische Junge einer Zwangsarbeiterin ist an Unterernährung und Krankheit gestorben. Die Paten des Steins sind die Schüler der damals 4. Klasse der Grundschule „Am Schötener Grund“ und ihre Lehrerin in Apolda. |
|      | Ceslawa Andrzysiak                 | Jägerstraße 9 Lage    | 8. Mai 2013   | HIER LEBTE CZESŁAWA ANDRZYSIAK JG. 1923 ZWANGSARBEITERIN BEFREIT/ÜBERLEBT                                                                          | Czeslawa musste ihren toten Sohn in Apolda zurücklassen, als sie befreit war von ihrer Zwangsarbeit. Pate des Steins ist der Prager-Haus-Verein Apolda e. V. |
|      | Johann Ollik                       | Lauthsweg 1 Lage      | 18. Aug. 2009 | HIER WOHNTE JOHANN OLLIK JG. 1905 VERHAFTET 27.9.1944 POLIZEIGEFÄNGNIS FLUCHT TOT AN HAFTFOLGEN 10.1.1945                                          | Der Kommunist Ollik organisierte einen Streik, wurde wegen Hochverrat angeklagt und starb an den Folgen eines gescheiterten Fluchtversuchs. Pate des Steins ist Klaus Hoppe aus Apolda. |
|      | Galina Schtscholkina               | Lessingstraße 28 Lage | 3. Juni 2010  | GALINA SCHTSCHOLKINA ZWANGSARBEITERIN RUSSLAND ÜBERLEBT                                                                                            | Galina musste Zwangsarbeit bei der Firma Pfaff leisten und hat ihre vier Kinder an einer Typhusepidemie verloren. Ihre Gräber befinden sich auf dem Sowjetischen Ehrenfriedhof in Apolda. Pate des Steins ist der Ev. Kirchenkreis Apolda-Buttstädt |
|      | Lija Schtscholkina                 | Lessingstraße 28 Lage | 3. Juni 2010  | LIJA SCHTSCHOLKINA JG. 1937 TOT 5.1.1944 | Lija gehörte zu den vier Kindern, die an einer Masernepidemie starben und die Mutter Galina innerhalb von sechs Wochen verlor. Patin des Steins ist Sigrun Heimbürge aus Flurstedt. |
|      | Tamara Schtscholkina               | Lessingstraße 28 Lage | 3. Juni 2010  | TAMARA SCHTSCHOLKINA JG. 1939 TOT 9.12.1943 | Tamara gehörte zu den vier Kindern, die an einer Masernepidemie starben und die Mutter Galina innerhalb von sechs Wochen verlor. Patin des Steins ist Beate Findeisen aus Weimar-Oberweimar. |
|      | Jurij Schtscholkin                 | Lessingstraße 28 Lage | 3. Juni 2010  | JURIJ SCHTSCHOLKIN JG. 1941 TOT 21.11.1943 | Jurij gehörte zu den vier Kindern, die an einer Masernepidemie starben und die Mutter Galina innerhalb von sechs Wochen verlor. Patin des Steins ist die Ortsgruppe von Bündnis 90/Die Grünen. |
|      | Wladimir Schtscholkin              | Lessingstraße 28 Lage | 3. Juni 2010  | WLADIMIR SCHTSCHOLKIN JG. 1936 TOT 6.12.1943 | Wladimir gehörte zu den vier Kindern, die an einer Masernepidemie starben und die Mutter Galina innerhalb von sechs Wochen verlor. Paten des Steins wurden die Schüler der „Lessing-Schule“. |
|      | Lager Köhler Rheinmetall-Borsig AG | Lessingstraße 33 Lage | 17. Okt. 2011 | LAGER 'KÖHLER' RHEINMETALL-BORSIG AG 1943–1945 KINDER RUSSISCHER ZWANGSARBEITERINNEN                                                               | Mit diesem Thema-Stein wird an ein Zwangsarbeiterinnen-Lager erinnert, in dem zahlreiche Kinder an Hunger und Krankheiten sterben mussten. Patin dieses Steins ist Pastorin Ruth-Barbara Schlenker aus Niedertrebra. |
|      | Olga Rusanowskaja                  | Lessingstraße 33 Lage | 17. Okt. 2011 | OLGA RUSANOWSKAJA JG. 1941 TOT 11.12.1943 UNTERERNÄHRUNG UND RUHR                                                                                  | Olga und ihre Schwester Nina gehörten zu den sechs Kindern, die ihre Mutter auf dem Friedhof nach ihrer Befreiung zurücklassen mussten. Patin des Steins ist die „Agrargenossenschaft Ilm-Saaleplatte e.G.“ in Eckolstädt |
|      | Nina Rusanowskaja                  | Lessingstraße 33 Lage | 17. Okt. 2011 | NINA RUSANOWSKAJA JG. 1937 TOT 13.12.1943 UNTERERNÄHRUNG UND RUHR                                                                                  | Nina gehört zu den beiden Kindern einer russischen Zwangsarbeiterin, die diese auf dem Friedhof begraben musste, ehe sie ihre Befreiung erlebte. Pate des Steins ist Max-Otto Strobel aus Apolda. |
|      | Ljuba Aljachnowitschewa            | Lessingstraße 33 Lage | 17. Okt. 2011 | LJUBA ALJACHNOWITSCHEWA JG. 1941 TOT 18.12.1943 UNTERERNÄHRUNG UND RUHR                                                                            | Ljuba war eines der sechs Kinder in der Zwangsarbeiter-Unterkunft. Patin ist eine ungenannt bleiben wollende Frau aus Weimar. |
|      | Boris Andrejzew                    | Lessingstraße 33 Lage | 17. Okt. 2011 | BORIS ANDREJZEW JG. 1941 TOT 7.1.1944 UNTERERNÄHRUNG UND RUHR                                                                                      | Boris Andrejzew gehörte zu den sechs Zwangsarbeiterkindern, die an den unmenschlichen Lebensbedingungen gestorben sind. Pate des Steins ist Hartwig Mähler aus Niederroßla. |
|      | Anatolij Trawkin                   | Lessingstraße 33 Lage | 17. Okt. 2011 | ANATOLIJ TRAWKIN JG. 1940 TOT 6.12.1943 UNTERERNÄHRUNG UND MASERN                                                                                  | Anatolij gehörte zu den sechs russischen Zwangsarbeiterinnen-Kindern, die an den unmenschlichen Bedingungen im Lager Köhler zu Grunde gingen. Pate des Steins ist Karl Luft aus Apolda. |
|      | Nina Ljunkowa                      | Lessingstraße 33 Lage | 1. Nov. 2011  | NINA LJUNKOWA JG. 1938 TOT 7.1.1944 UNTERERNÄHRUNG UND RUHR                                                                                        | Nina gehörte zu den sechs umgekommenen Kindern des Zwangsarbeiterlagers Köhler. Paten des Steins wurden die Kinder der damaligen 4. Klasse der Grundschule „Am Schötener Grund“ und ihre Lehrerin |
|      | August Berger                      | Lessingstraße 71 Lage | 6. Okt. 2008  | HIER WOHNTE AUGUST BERGER JG. 1882 VERHAFTET 1944 SACHSENHAUSEN TOT FEB. 1945                                                                      | August Berger war eines der vielen Opfer der „Aktion Gitter“, bei der die Nazis nach dem gescheiterten Attentat von Wehrmachtsoffizieren ehemalige Funktionsträger der Arbeiterparteien in KZ einliefern ließen. Der Pate des Steins ist August Bergers Sohn Karl Berger aus Cottbus. |

### Louis-Braille-Straße, Niederroßlaer Straße, Ritterstraße, Stobraer Straße
| Bild | Name             | Adresse Koordinaten          | Verlegedatum  | Inschrift | Anmerkung |
| ---- | ---------------- | ---------------------------- | ------------- | --- | --- |
|      | Bella Rechtmann  | Louis-Braille-Straße 14 Lage | 18. Aug. 2009 | HIER WOHNTE BELLA RECHTMANN GEB. SZAJNTHAL JG. 1890 DEPORTIERT 28.10.1938 LODZ AUSCHWITZ ERMORDET 24.8.1944                                               | Bella, jiddisch Brucha, Rechtmann war die Ehefrau des Textilfabrikanten Julius, jiddisch Judka Rechtmann, die mit ihren Angehörigen als staatenlose Juden nach Polen abgeschoben wurden. Patin dieses Steins ist die Ev. Jugend Apolda-Buttstädt. |
|      | Regina Szajnthal | Louis-Braille-Straße 14 Lage | 18. Aug. 2009 | HIER WOHNTE REGINA SZAJNTHAL JG. UNBEKANNT DEPORTIERT 28.10.1938 ŁODZ AUSCHWITZ ERMORDET 24.8.1944                                                        | Regina, jiddisch Ryfka Szajnthal war die Schwester von Bella und teilte mit ihr das gleiche Schicksal. Pate des Steins ist Dr. Wolfgang Peller aus Berlin. |
|      | Julius Rechtmann | Louis-Braille-Straße 14 Lage | 18. Aug. 2009 | HIER WOHNTE JULIUS RECHTMANN JG. 1881 DEPORTIERT 28.10.1938 ŁODZ ERMORDET 22.10.1942                                                                      | Julius, jiddisch Judka Rechtmann, betrieb eine kleine Kleiderfabrikation mit acht Mitarbeiterinnen. Bereits vor Machtantritt der Nazis im Reich musste er antisemitische Angriffe hinnehmen. Pate des Steins ist Pfarrer Herbert Stephan Meyer aus Apolda. |
|      | Gerd Funke       | Niederroßlaer Straße 65 Lage | 18. Aug. 2009 | GERD FUNKE JG. UNBEKANNT DIENST AN DER WAFFE VERWEIGERT ERSCHOSSEN APRIL 1945                                                                             | Gerd Funke gehörte zu sechs Wehrmachtsangehörigen, die wegen Gehorsamsverweigerung auf dem Sportplatz „Bismarck-Höhe“ (heute „Naturspielplatz“) von einem SS-Standgericht erschossen wurden. An die drei namentlich bekannten, darunter Gerd Funke, wird dort erinnert. Pate des Steins ist der SPD-Ortsverein Apolda. |
|      | Anton Müller     | Niederroßlaer Straße 65 Lage | 18. Aug. 2009 | ANTON MÜLLER JG. UNBEKANNT DIENST AN DER WAFFE VERWEIGERT ERSCHOSSEN APRIL 1945                                                                           | Anton Müller gehörte zu sechs Wehrmachtsangehörigen, die wegen Gehorsamsverweigerung auf dem Sportplatz „Bismarck-Höhe“ (heute „Naturspielplatz“) von einem SS-Standgericht erschossen wurden. An die drei namentlich bekannten, darunter Anton Müller, wird dort erinnert. Pate des Steins ist der SPD-Ortsverein Apolda. |
|      | Gerhard Volk     | Niederroßlaer Straße 65 Lage | 18. Aug. 2009 | GERHARD VOLK JG. UNBEKANNT DIENST AN DER WAFFE VERWEIGERT ERSCHOSSEN APRIL 1945                                                                           | Gerhard Volk gehörte zu sechs Wehrmachtsangehörigen, die wegen Gehorsamsverweigerung auf dem Sportplatz „Bismarck-Höhe“ (heute „Naturspielplatz“) von einem SS-Standgericht erschossen wurden. An die drei namentlich bekannten, darunter Gerhard Volk, wird dort erinnert. Pate des Steins ist der SPD-Ortsverein Apolda. |
|      | Paul Bamberg     | Ritterstraße 24 Lage         | 6. Sep. 2014  | HIER WOHNTE PAUL BAMBERG JG. 1890 EINGEWIESEN 15.5.1918 HEILANSTALT BLANKENHAIN 'VERLEGT' 18.9.1940 PIRNA-SONNENSTEIN ERMORDET 18.9.1940 AKTION T4        | Paul Bamberg war Soldat im Ersten Weltkrieg, Träger des Eisernen Kreuzes, durch Kriegsgeschehen traumatisiert, wurde in eine Heilanstalt eingewiesen und bei Räumung derselben dem Tod durch Vergasung in der Tötungsanstalt ausgeliefert. Paten des Steins sind Angehörige der Familie Bamberg, Apolda. |
|      | Wilhelm Hartkopf | Ritterstraße 28 Lage         | 11. Nov. 2016 | HIER WOHNTE WILHELM HARTKOPF JG. 1904 EINGEWIESEN 1921 LANDESHEILANSTALT BLANKENHAIN 'VERLEGT' 26.9.1940 PIRNA-SONNENSTEIN ERMORDET 26.9.1940 'AKTION T4' | Wilhelm Hartkopf kam in der Schule schlecht mit, war aggressiv und wurde als „schwachsinnig“ eingestuft und in das Arbeitshaus Apolda eingeliefert. Auf eine Empfehlung des Bezirksarztes wurde in eine Heilanstalt eingewiesen, wo er als Gärtner arbeitete. Er war an Schizophrenie erkrankt, konnte aber ab 1922 für eine kurze Zeit in der Ritterstraße wohnen, bis er wieder in die Anstalt zurückkam. Bei Räumung derselben wurde er dem Tod durch Vergasung in der Tötungsanstalt ausgeliefert. Paten des Steins sind die Eheleute Hanna und Wolf Middelmann, Göttingen. |
|      | Willi Brümmer    | Stobraer Straße 21 Lage      | 18. Aug. 2009 | HIER WOHNTE WILLI BRÜMMER JG. 1893 VERHAFTET 16.8.1936 'VORBEREITUNG HOCHVERRAT' ERHÄNGT IN ZELLE AUFGEFUNDEN 17.6.1936                                   | Willi Brümmer war Kommunist und hat sich an der Verbreitung von Aufklärungsschriften gegen das Naziregime beteiligt. Durch die Belastung eines anderen Angeklagten fühlte er sich in einer aussichtslosen Lage und hat den Freitod gewählt. Patin des Steins ist die Ortsgruppe Apolda DIE LINKE. |
|      | Gustav Born      | Stobraer Straße 47 Lage      | 6. Sep. 2014  | HIER WOHNTE GUSTAV BORN JG. 1896 VERHAFTET 22.5.1940 'RASSENSCHANDE' ZUCHTHAUS UNTERMASSFELD GESTAPOGEFÄNGNIS WEIMAR ERMORDET 9.7.1942 MAUTHAUSEN         | Gustav Born stammte aus einer jüdischen Kaufmannsfamilie in Jena, war für verschiedene Firmen selber als Handelsvertreter tätig, wurde in Apolda wegen verbotenen Umgangs mit arischen Frauen verhaftet, 1940 zu zwei Jahren Zuchthaus verurteilt und sofort nach Absitzen seiner Strafe 1942 in das KZ Mauthausen überstellt, wo er zwei Wochen später ums Leben kam. Patin des Steins ist Christina Julich aus Apolda. |
|      | Samuel Frank     | Stobraer Straße 65/67 Lage   | 8. Mai 2013   | HIER WOHNTE SAMUEL FRANK JG. 1872 'EINGEWIESEN' 1.7.1941 PIRNA SONNENSTEIN ERMORDET 1.7.1941 AKTION T4                                                    | Samuel war der Sohn eines jüdischen Viehhändlers aus Bibra bei Meiningen, der 1923 wegen „Schwachsinn“ im Apoldaer Carolinenheim aufgenommen wurde. 1935 hatte er das Heim wieder verlassen und war von Verwandten in Walldorf aufgenommen worden. Dieses Ehepaar wurde 1942 nach Belzyce deportiert, jedoch ohne Samuel, der damals bereits wieder in einer anderen Anstalt gewesen sein wird. Laut Yad Vashem wurde er angeblich in der Tötungsanstalt Pirna-Sonnenstein umgebracht, was dort nicht nachgewiesen werden kann, es sich also folglich um eine damals übliche Fälschung des Todesortes handeln dürfte. Die Recherche dazu steht noch aus. Pate des Steins ist André Schubart aus Erfurt. |
|      | Leo Smoszewski   | Stobraer Straße 65/67 Lage   | 8. Mai 2013   | HIER WOHNTE LEO SMOSZEWSKI JG. 1892 EINGEWIESEN 1922 CAROLINENHEIM ENTLASSEN 1937 BERLIN DEPORTIERT 1942 GHETTO WARSCHAU TOT 5.4.1942                     | Leo war der Sohn eines jüdischen Kaufmanns und seiner Frau aus Berlin und wurde 1922 im Carolinenheim aufgenommen. Auf Beschluss eines Apoldaer Erbgesundheitsgerichtes wurde er 1936 in Jena sterilisiert und 1937 in das Berliner „Dauerheim für jüdische Schwachsinnige“ verlegt. 1942 wurden die 82 Pfleglinge in das Ghetto Warschau deportiert. Patin des Steins ist die Stiftung Carolinenheim Apolda. |

### Weimarische Straße, Weststraße
| Bild | Name           | Adresse Koordinaten       | Verlegedatum | Inschrift                                                                                     | Anmerkung |
| ---- | -------------- | ------------------------- | ------------ | --------------------------------------------------------------------------------------------- | --- |
|      | Heinz Peller   | Weimarische Straße 3 Lage | 6. Okt. 2008 | HIER WOHNTE HEINZ PELLER JG. 1914 DEPORTIERT 1942 AUSCHWITZ ERMORDET 19.12.1943               | Heinz war der jüngste von drei Söhnen des Zigarrenhändlers und Wollwarenfabrikanten Robert Peller und seiner nichtjüdischen Frau Anna geborene Maschke. Er erlernte den Kaufmannsberuf und war im Geschäft seines Vaters tätig, bis dieses nach dem Novemberpogrom 1939 geschlossen wurde. Im Frühjahr 1942 wurde er von der Gestapo verhaftet – womöglich wegen des Kontakts zu einer „arischen“ Frau. Am 6. März 1942 wurde er als Polizeihäftling in das KZ Buchenwald eingewiesen. Als Buchenwald „judenfrei“ gemacht werden sollte, wurde er in einem Transport von 405 Juden nach Auschwitz deportiert. Nach zwei Monaten Zwangsarbeit in Auschwitz III-Monowitz erkrankte er schwer und wurde zur Tötung ausgesondert. Am 19. Dezember 1942 (nicht 1943, wie auf dem Stein angegeben) wurde er von Sanitäter Josef Klehr mit einer Phenolspritze ins Herz getötet. Patin des Steins ist die Landeskirchliche Gemeinschaft in Apolda. |
|      | Max Peller     | Weimarische Straße 3 Lage | 6. Okt. 2008 | HIER WOHNTE MAX PELLER JG. 1907 DEPORTIERT 1943 AUSCHWITZ TOT 14.7.1945 IN THERESIENSTADT     | Max war der mittlere der drei Söhne des Ehepaars Peller (s. o.) und wurde wegen „Rassenschande“ mit einer „arischen“ Frau über die KZ Buchenwald, Auschwitz (wo er im jüdischen Orchester Geige spielte), Mittelbau-Dora, Bergen-Belsen nach Theresienstadt deportiert, wo er nach der Befreiung an Typhus starb. Pate des Steins ist sein in Berlin lebender Sohn Dr. Wolfgang Peller. |
|      | Heinz Bertling | Weststraße 20 Lage        | 3. Juni 2010 | HIER WOHNTE HEINZ BERTLING JG. 1912 WEHRDIENST VERWEIGERT VERHAFTET 1943 ERSCHOSSEN 21.1.1944 | Heinz Bertling, ein technischer Ingenieur, als Wehrmachtssoldat in einer Eisenbahn-Pionier-Kompanie in der Ukraine eingesetzt, meldete sich nach einem Urlaub von der Ostfront nicht wieder in seiner Einheit zurück. Stattdessen tauchte er im deutsch besetzten Frankreich unter, wurde aber von der Gestapo am 15. November 1943 in einem Hotel in Rennes verhaftet. Ein Wehrmachtsfeldgericht verurteilte ihn zum Tod durch Erschießen. Patin des Steins ist Dr. Erika Block aus Apolda. |